# Щелкун северный
Северный щелкун (лат. Hypnoidus hyperboreus) — вид щелкунов подсемейства  Hypnoidinae.

## Распространение и местообитания
Встречается в северной части Голарктики, населяя тундры, лесотундры, высокогорья и таёжную зону.

## Описание

### Проволочник
Проволочник северного щелкуна длиной до 15 мм. Подбородок сильно расширен, в передней расширенной части имеет подобную ширину стволиков нижних челюстей, вдвое (или чутка более чем в два раза) длинней ширины в передней части. Задняя полость лобной пластинки яйцевидной формы, на вершине остро округлена. Внутренние ветви урогомф не имеют бугорка в вершинной трети.